# Episodi di Paradise Police (prima stagione)
La prima stagione della serie animata Paradise Police, composta da 10 episodi, è stata interamente pubblicata da Netflix il 31 agosto 2018, in tutti i territori in cui il servizio è disponibile.
| nº | Titolo originale      | Titolo italiano          | Pubblicazione USA | Pubblicazione Italia |
| -- | --------------------- | ------------------------ | ----------------- | -------------------- |
| 1  | Welcome to Paradise   | Benvenuti a Paradise     | 31 agosto 2018    | 31 agosto 2018       |
| 2  | Ass on the Line       | Il caso del c***         | 31 agosto 2018    | 31 agosto 2018       |
| 3  | Black & Blue          | Nero e blu               | 31 agosto 2018    | 31 agosto 2018       |
| 4  | Karla                 | Karla                    | 31 agosto 2018    | 31 agosto 2018       |
| 5  | Dungeons & Dragnet    | Dungeons e drag queen    | 31 agosto 2018    | 31 agosto 2018       |
| 6  | Meet the Jabowskis    | Siamo i Jabowski         | 31 agosto 2018    | 31 agosto 2018       |
| 7  | Police Academy        | Accademia di polizia     | 31 agosto 2018    | 31 agosto 2018       |
| 8  | Task Force            | Task force               | 31 agosto 2018    | 31 agosto 2018       |
| 9  | Parent Trap           | La trappola per genitori | 31 agosto 2018    | 31 agosto 2018       |
| 10 | Christmas in Paradise | Natale a Paradise        | 31 agosto 2018    | 31 agosto 2018       |